# Михаил II Травл
Михаил II Травл («Травл» — косноязычный; ок. 770 — 2 октября 829) — византийский император в 820—829, основатель Аморийской династии.

## Биография

### Ранние годы
Михаил был выходцем из низов византийского общества, поэтому впоследствии ему дадут прозвище Травл («косноязычный», «шепелявый»). Во времена правления императрицы Ирины и императора Никифора I Михаил был командиром гвардии, при императоре Льве V — главой Аморийской фемы.
Михаил Травл был одним из самых главных участников переворота, организованного Львом Армянином. За свою большую преданность и большие дела он получил от Льва звание патриция, а также должность начальника федератов.
Но вскоре Травл начал плести интриги против Льва и также распространять про императора дурные слухи. Часто слышали и сквернословие в адрес императора. Лев, узнав об этом, велел заключить Травла в тюрьму. Вскоре его приговорили к смертной казни. Но многие не хотели этого убийства и хотели видеть Травла своим императором. Произошёл переворот, Лев V был убит, его семья свергнута, а Михаил был провозглашён императором Византии.

### Правление

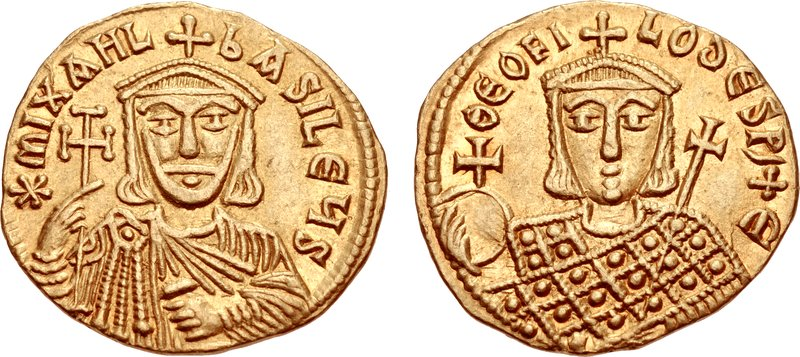
Михаил II Травл с сыном Феофилом на монете

В начале правления Михаила главной проблемой были догматические споры. Он проводил своеобразную политику терпимости относительно иконопочитателей: дал амнистию всем, потерпевшим за иконопочитание (в том числе патриарху Никифору и Феодору Студиту). Михаил издал постановление:

…мы и настаиваем: глубокое молчание да будет об иконах. И потому пусть никто не смеет поднимать речь об иконах (в ту или другую сторону), но да будет совершенно устранён и удален и собор Константина (754 г.), и Тарасия (787 г.), и ныне бывший при Льве (815 г.) по этим вопросам.

После смерти патриарха-иконоборца Феодота Мелиссина (зимой 821 года) Михаил был даже не против восстановления на патриаршей кафедре Никифора, но православные выдвинули слишком жесткие требования — отстранение от священнослужения всех клириков, переметнувшихся в лагерь иконоборцев при Льве Армянине, — и патриархом стал известный иконоборец Антоний, епископ Силлейский. Иконоборческие настроения Михаила видны в его послании, направленном на Запад к Людовику Благочестивому: «Прежде всего они (иконопочитатели) изгнали из церквей святой крест и вместо него повесили иконы и пред ними лампады. Пред ними они воскуряют ладан и вообще оказывают им такое же уважение, как и кресту, на котором распят Христос. Они поют пред ними псалмы, поклоняются им и ожидают именно от икон себе помощи». Факты о преследовании иконопочитателей в период правления Михаила отсутствуют; правда, будущий патриарх Мефодий всё время царствования Михаила провёл в тяжелом заключении, но не за иконопочитание, а больше по политическим мотивам — деятельность Мефодия в Риме в 815—820 годах очень повредила внешней, в том числе церковной политике императора Михаила. В 821 году император сделал своего сына Феофила соправителем.
Первые годы правления Михаила были ознаменованы борьбой с мятежом Фомы Славянина, который объявил себя императором и двинулся к Константинополю, разоряя земли Империи. Фома объявил себя «чудесно спасшимся» от ослепления Константином VI, сыном императрицы Ирины. Фома был коронован в Антиохии. Он пользовался значительной финансовой поддержкой аббасидского халифа, которому Славянин обещал значительные территории. Многие города были им вскоре захвачены без боя, в декабре Фома переправился в европейские владения империи. Из азиатских фем верность центру к этому времени сохранили только Опсикий и Армениак. Вскоре Фома осадил столицу, но осада развивалась вопреки его планам, в 822—823 годах он потерпел ряд крупных поражений и был вытеснен в Адрианополь, не без помощи приславших в Империю подкрепление болгар, с которым у Византии были определённые договоренности. В итоге после долгой осады жители города выдали Фому императору. Михаил велел отрубить ему руки и ноги, посадить на осла и выставить на осмеяние толпы.
Хотя на восточных границах войн с арабами в правление Михаила не было, но на западе дела шли неважно: в 823—829 годы арабские беженцы, изгнанные сперва из Аль-Андалуса, а затем из Египта, овладели Критом, установив Критский эмират, а 827 году мусульмане начали экспансию на Сицилию, когда друнгарий Сицилии Евфимий поссорился с Михаилом из-за брака Евфимия с монахиней, он призвал арабов, в обмен на признание его императором.
После подавления мятежа Фомы правление Михаила шло достаточно успешно: благодаря терпимости к иконопочитателям, внутренних волнений не возникало. Хотя сам Михаил был человеком малообразованным, однако своему сыну Феофилу он постарался дать прекрасное образование.
Когда около 824 года умерла первая жена Михаила Фёкла, он женился вторично, но этот брак вызвал некоторый скандал среди подданных, поскольку выбор императора пал на монахиню — Евфросину, дочь императора Константина VI и его первой жены Марии; таким образом Михаил хотел как прибавить легитимности собственному правлению, породнившись с потомками прежних императоров, так и покончить со слухами, которые распространял Фома Славянин, выдавая себя за покойного Константина.
У Михаила были дети только от Фёклы — сын Феофил и, по некоторым источникам, дочь Елена.
Умер Михаил II 2 октября 829 года от болезни почек, и престол занял Феофил, который ещё с 821 года был соправителем отца.

## Семья
- Первая жена Фёкла (ум. ок. 824 года): в браке родился сын Феофил
- Вторая жена Евфросиния (дочь Константина VI и Марии Амнийской), детей не было